# Tao Yujia
Tao Yujia, född 16 februari 1987, är en friidrottare från Kina. Hon deltog vid olympiska sommarspelen 2008.